# Hideout (Utah)
Hideout es un pueblo situado en el condado de Wasatch, Utah  (Estados Unidos). Según el censo de 2010 tenía una población de 656 habitantes.

## Demografía
Según el censo de 2010, Hideout tenía una población en la que el 46,0% eran blancos, 1,1% afroamericanos, 0,2% amerindios, 0,5% asiáticos, 0,0% isleños del Pacífico, el 51,5% de otras razas, y el 0,8% pertenecían a dos o más razas. Del total de la población el 77,0% eran hispanos o latinos de cualquier raza.